# Pushball (paarden)
Pushbal (uit het Engels: pushball) is een vrij onbekende en weinig beoefende balsport met een variant binnen de paardensport.
Voor de variant met personen, zie: Pushball (personen).

## Pushbal te paard
Het principe van pushball te paard is te vergelijken met dat van voetbal; het gaat om een speelveld met twee tegenover elkaar opgestelde doelen en twee ploegen van ruiters. De bedoeling is een grote stevige bal door het paard in het andere doel te laten schoppen. Een shetlandpony speelt met een andere maat bal dan een shire.
Pushball on horseback is de officiële internationale naam van deze hippische teamsport. In 1902 werd deze sport voor het eerst beoefend aan de Durland's Riding Academy in New York in de Verenigde Staten. Het is de enige hippische teamsport waarbij het paard zelf met zijn voorbenen en zijn schouder een grote bal voor zich uit schopt. Sommige pushballpaarden hebben echt "balgevoel" en gaan uit zichzelf naar de bal toe. Bij de andere paardenbalsporten als polo en horseball manouevreert de ruiter het paard en de bal.
Deze sport is in de afgelopen jaren mondiaal weer in opkomst: in Tsjechië, Rusland en Duitsland wordt zij al tientallen jaren op diverse stoeterijen beoefend, in Nederland is naast pushball onder andere een variant bekend als 'paardenvoetbal', en in de Verenigde Staten speelt men momenteel Horse Soccer en Equine Soccer. In Nieuw-Zeeland noemt men deze sport "hoofball". De bereden politie in de Verenigde Staten gebruikt horse soccer als crowd control training, om dienstpaarden te trainen voor acties tegen bijvoorbeeld hooligans.
De sport is nog niet internationaal georganiseerd. Er zijn op dit moment ook geen eensluidende spelregels. In Duitsland zijn spelregels gevonden uit 1928, oorspronkelijk opgesteld voor de Italiaanse cavalerie.
Het is een sport waarbij twee teams van vier à vijf spelers en eventuele wisselspelers twee keer tien minuten spelen met een kleine pauze ertussen. De scheidsrechter berijdt bij voorkeur ook een paard; voor het overzicht en voor zijn eigen veiligheid.
Veel regels zijn gericht op dierenwelzijn en veiligheid voor ruiter en paard. De maat van de bal is bijvoorbeeld heel belangrijk: de bal is minimaal de hoogte van het borstbeen van het paard. Voor pony's is de bal daarom rond een meter diameter en voor de warmbloedpaarden is de bal minimaal 1,20 meter hoog. De juiste maat bal zorgt dat de bal niet onder de buik van het paard kan komen, dan wel tussen zijn voor- of achterbenen kan raken. Dit zou anders vervelende blessures bij het paard en/of de ruiter geven. Verder dient de bal bij voorkeur burst resistant te zijn, zodat bij een mogelijke lekkage de bal niet uit elkaar spat. Een geschikte bal loopt bij lekkage met een zachte puf leeg zodat de paarden hiervan niet zullen schrikken.
De sport wordt in draf gespeeld, want bij galop kan het paard makkelijker op de bal springen/steigeren of eroverheen struikelen. De paarden mogen niet bijten, slaan, steigeren of bokken. Hun ruiters zullen een waarschuwing krijgen en eventueel door de scheidsrechter uit het veld verwijderd worden.